# St. Jacob
St. Jacob es una villa ubicada en el condado de Madison en el estado estadounidense de Illinois. En el Censo de 2010 tenía una población de 1098 habitantes y una densidad poblacional de 551,29 personas por km².

## Geografía
St. Jacob se encuentra ubicada en las coordenadas 38°43′8″N 89°46′5″O / 38.71889, -89.76806. Según la Oficina del Censo de los Estados Unidos, St. Jacob tiene una superficie total de 1.99 km², de la cual 1.98 km² corresponden a tierra firme y (0.78%) 0.02 km² es agua.

## Demografía
Según el censo de 2010, había 1098 personas residiendo en St. Jacob. La densidad de población era de 551,29 hab./km². De los 1098 habitantes, St. Jacob estaba compuesto por el 98.18% blancos, el 0.73% eran afroamericanos, el 0.27% eran amerindios, el 0% eran asiáticos, el 0% eran isleños del Pacífico, el 0.18% eran de otras razas y el 0.64% pertenecían a dos o más razas. Del total de la población el 3.1% eran hispanos o latinos de cualquier raza.